# Courtney Vandersloot
Courtney Vandersloot (Kent, 8 febbraio 1989) è una cestista statunitense naturalizzata ungherese, professionista nella WNBA.

## Biografia
Dal 2018 è sposata con l'ex compagna di squadra Allie Quigley. Ad aprile 2025 sono diventate genitori della figlia Jana Christine.

## Carriera
Dopo il successo in Coppa, si è laureata campionessa d'Italia per la prima volta il 4 maggio 2014.

## Statistiche

### College
| Anno      | Squadra          | PG  | PT | MP   | TC%  | 3P%  | TL%  | RP  | AP   | PRP | SP  | PP   |
| --------- | ---------------- | --- | -- | ---- | ---- | ---- | ---- | --- | ---- | --- | --- | ---- |
| 2007-2008 | Gonzaga Bulldogs | 34  | -  | 28,3 | 41,2 | 33,0 | 65,4 | 3,9 | 5,6  | 1,8 | 0,2 | 10,6 |
| 2008-2009 | Gonzaga Bulldogs | 32  | -  | 32,2 | 46,8 | 37,6 | 78,7 | 4,1 | 7,5  | 2,2 | 0,3 | 16,4 |
| 2009-2010 | Gonzaga Bulldogs | 34  | 33 | 32,6 | 47,2 | 34,6 | 74,6 | 3,8 | 9,4  | 3,6 | 0,6 | 14,1 |
| 2010-2011 | Gonzaga Bulldogs | 36  | 36 | 32,9 | 48,6 | 37,8 | 83,1 | 3,7 | 10,2 | 3,2 | 0,3 | 19,8 |
| Carriera  | Carriera         | 136 | 69 | 31,5 | 46,3 | 35,8 | 76,9 | 3,8 | 8,2  | 2,7 | 0,3 | 15,2 |

### WNBA

#### Regular Season
| Anno     | Squadra      | PG  | PT  | MP   | TC%  | 3P%  | TL%  | RP  | AP   | PRP | SP  | PP   |
| -------- | ------------ | --- | --- | ---- | ---- | ---- | ---- | --- | ---- | --- | --- | ---- |
| 2011     | Chicago Sky  | 34  | 26  | 22,9 | 39,1 | 27,1 | 76,6 | 2,0 | 3,7  | 0,7 | 0,4 | 6,5  |
| 2012     | Chicago Sky  | 34  | 27  | 26,6 | 40,5 | 33,3 | 64,9 | 2,1 | 4,6  | 1,3 | 0,2 | 8,9  |
| 2013     | Chicago Sky  | 33  | 33  | 29,8 | 39,6 | 30,4 | 83,3 | 3,2 | 5,6  | 1,4 | 0,8 | 8,8  |
| 2014     | Chicago Sky  | 18  | 16  | 25,1 | 40,2 | 37,5 | 83,3 | 2,2 | 5,7  | 1,2 | 0,5 | 6,8  |
| 2015     | Chicago Sky  | 34  | 34  | 29,9 | 46,3 | 35,6 | 90,1 | 3,4 | 5,8  | 1,3 | 0,5 | 11,4 |
| 2016     | Chicago Sky  | 30  | 21  | 24,3 | 41,9 | 35,1 | 90,4 | 2,7 | 4,7  | 1,4 | 0,1 | 9,5  |
| 2017     | Chicago Sky  | 27  | 22  | 30,3 | 51,6 | 38,2 | 86,1 | 3,7 | 8,1  | 1,2 | 0,2 | 11,5 |
| 2018     | Chicago Sky  | 30  | 30  | 31,8 | 48,9 | 39,8 | 82,6 | 3,7 | 8,6  | 1,3 | 0,6 | 12,5 |
| 2019     | Chicago Sky  | 33  | 33  | 30,0 | 45,2 | 29,0 | 85,0 | 4,3 | 9,1  | 1,4 | 0,5 | 11,2 |
| 2020     | Chicago Sky  | 22  | 22  | 31,5 | 49,1 | 39,5 | 88,9 | 3,5 | 10,0 | 1,2 | 0,4 | 13,6 |
| 2021†    | Chicago Sky  | 32  | 32  | 30,5 | 43,3 | 34,6 | 85,7 | 3,4 | 8,6  | 1,7 | 0,4 | 10,5 |
| 2022     | Chicago Sky  | 32  | 32  | 26,5 | 48,1 | 36,7 | 76,5 | 3,9 | 6,5  | 1,2 | 0,5 | 11,8 |
| 2023     | N.Y. Liberty | 39  | 39  | 30,4 | 44,2 | 29,4 | 76,1 | 3,5 | 8,1  | 1,3 | 0,6 | 10,5 |
| 2024†    | N.Y. Liberty | 31  | 31  | 22,3 | 44,5 | 26,9 | 54,8 | 2,6 | 4,8  | 0,8 | 0,5 | 6,4  |
| Carriera | Carriera     | 429 | 398 | 28,0 | 44,6 | 33,5 | 81,3 | 3,2 | 6,6  | 1,2 | 0,4 | 10,0 |

#### Playoffs
| Anno     | Squadra      | PG | PT | MP   | TC%  | 3P%  | TL%  | RP  | AP   | PRP | SP  | PP   |
| -------- | ------------ | -- | -- | ---- | ---- | ---- | ---- | --- | ---- | --- | --- | ---- |
| 2013     | Chicago Sky  | 2  | 2  | 29,5 | 30,0 | 0,0  | 100  | 2,0 | 4,5  | 1,0 | 0,5 | 7,0  |
| 2014     | Chicago Sky  | 9  | 9  | 29,8 | 38,3 | 13,3 | 85,0 | 2,3 | 6,4  | 1,3 | 0,2 | 7,2  |
| 2015     | Chicago Sky  | 3  | 3  | 31,7 | 50,0 | 50,0 | 100  | 4,7 | 8,3  | 0,3 | 1,0 | 13,7 |
| 2016     | Chicago Sky  | 5  | 5  | 29,6 | 43,1 | 33,3 | 100  | 2,4 | 6,2  | 2,0 | 0,2 | 13,2 |
| 2019     | Chicago Sky  | 2  | 2  | 30,5 | 36,8 | 33,3 | -    | 3,0 | 11,5 | 1,0 | 1,0 | 8,0  |
| 2020     | Chicago Sky  | 1  | 1  | 36,0 | 50,0 | 50,0 | -    | 4,0 | 6,0  | 2,0 | 0,0 | 12,0 |
| 2021†    | Chicago Sky  | 10 | 10 | 34,4 | 51,0 | 33,3 | 84,2 | 5,4 | 10,2 | 1,5 | 0,8 | 13,0 |
| 2022     | Chicago Sky  | 8  | 8  | 28,3 | 48,1 | 26,1 | 80,0 | 3,9 | 5,6  | 1,1 | 0,5 | 11,5 |
| 2023     | N.Y. Liberty | 10 | 10 | 32,6 | 42,0 | 37,8 | 80,0 | 3,9 | 6,3  | 1,3 | 0,7 | 10,6 |
| 2024†    | N.Y. Liberty | 11 | 0  | 14,3 | 43,5 | 38,5 | 92,9 | 2,4 | 2,5  | 0,5 | 0,5 | 5,3  |
| Carriera | Carriera     | 61 | 50 | 28,2 | 44,6 | 32,4 | 88,5 | 3,5 | 6,4  | 1,2 | 0,5 | 9,8  |

## Palmarès

### Squadra
- Campionato italiano: 1
Pall. F. Schio: 2013-14
- Coppa Italia: 1
Pall. F. Schio: 2014
- Campionato WNBA: 2

Chicago Sky: 2021
New York Liberty: 2024

### Individuale
- 2 volte All-WNBA First Team (2019, 2020)
- 3 volte All-WNBA Second Team (2015, 2018, 2021)
- WNBA All-Rookie First Team (2011)
- 8 volte migliore passatrice WNBA (2014, 2015, 2017, 2018, 2019, 2020, 2021, 2023)